# Büyükkoraş, Ayrancı
Büyükkoraş là một xã thuộc huyện Ayrancı, tỉnh Karaman, Thổ Nhĩ Kỳ. Dân số thời điểm năm 2011 là 171 người.